# Н
Н, н (En) é uma letra do alfabeto cirílico (décima quinta do alfabeto russo, décima oitava do ucraniano).
Representa /n/, a nasal alveolar (como em navio), exceto se seguida por uma vogal palatalizadora, quando assume o som [nj].
Sua forma é semelhante à da letra H do alfabeto latino e à da letra eta (Η) do grego. Apesar da semelhança entre as maiúsculas, em minúsculo as letras diferem muito: no alfabeto cirílico é н, no latino é h e no grego é η. O equivalente grego da letra Н é nu (Ν).